# Lydnadsversen

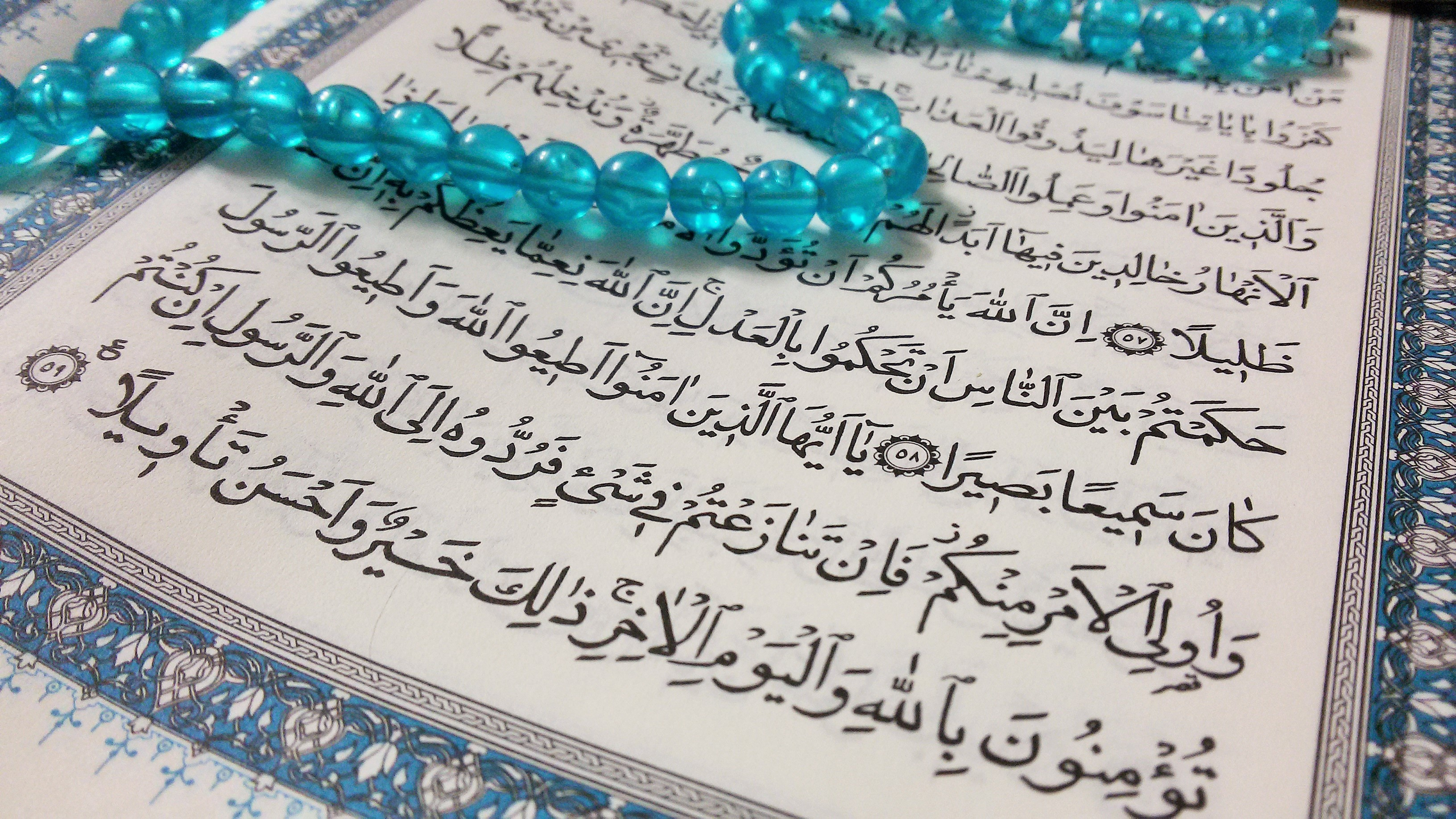
Lydnadsversen.

Lydnadsversen (arabiska: آية الطاعة) är vers 59 i kapitel 4, An-Nisa i Koranen och är även känd som Uli al-Amr-versen (arabiska: آية اولي الأمر). Versen beordrar de troende att lyda Allah, Hans sändebud och de med auktoritet (Uli al-Amr). I shiitiska källor har denna vers presenterats som ett av bevisen för Alis och de elva andra imamernas felfrihet och ledarskap.

## Versen
يَا أَيُّهَا الَّذِينَ آمَنُوا أَطِيعُوا اللَّـهَ وَأَطِيعُوا الرَّسُولَ وَأُولِي الْأَمْرِ مِنكُمْ ۖ فَإِن تَنَازَعْتُمْ فِي شَيْءٍ فَرُدُّوهُ إِلَى اللَّـهِ وَالرَّسُولِ إِن كُنتُمْ تُؤْمِنُونَ بِاللَّـهِ وَالْيَوْمِ الْآخِرِ ۚ ذَٰلِكَ خَيْرٌ وَأَحْسَنُ تَأْوِيلًا
Bernströms översättning: "Troende! Lyd Gud och lyd Sändebudet och dem bland er åt vilka myndighet och ansvar anförtrotts; och om ni råkar i tvist om något, överlåt då avgörandet åt Gud och Sändebudet, om ni tror på Gud och den Yttersta dagen. Detta är bäst och det [gynnar] en riktig och lycklig utgång."